# Эркерт, Родриг Фёдорович
Родриг Фёдорович Эркерт, Родриг Федорович фон Эркерт, Родерих фон Эркерт, (нем. Roderich von Erckert; 15 декабря 1821, Кульм, ныне Хелмно, Польша — 12 декабря 1900, Берлин) — немецкий этнограф и офицер, находившийся на службе в России. Действительный член Русского географического общества. 
Автор очерков по истории и этнографии западных губерний России и Кавказа, составитель этнографических карт и краниологических таблиц, участник составления монументального труда «Этнографическое описание народов России», вышедшего в 1862 году под редакцией Густав-Теодора Паули. 
В монументальном труде «Языки кавказских племён» опубликованы первые в европейском языкознании материалы по кавказским языкам и диалектам: том 1 включает словарь (545 слов), том 2 краткие грамматические очерки и перевод фраз (169 предложений и сочетаний) на 30 языках и диалектах трёх автохтонных семей кавказских языков:
- нахско-дагестанские («лезгинские»): аварский, андийский, каратинский, дидойский, лакский, варкунский, кубачинский, кайтагский, акушинский, хюркилинский, удинский, кюринский, рутульский, цахурский, агульский, табасаранский, будухский, джекский, хиналугский, арчинский, чеченский
- абхазо-адыгские («черкесские»): абадзехский, кабардинский, шапсугский, абхазский
- картвельские: игнилойский, грузинский, мингрельский, лазский, сванский